# Кинг, Роберт, 2-й граф Кингстон
Роберт Кинг, 2-й граф Кингстон (англ. Robert King, 2nd Earl of Kingston; 1754 — 17 апреля 1799) — англо-ирландский пэр и политик. Он носил титул учтивости — виконт Кингсборо с 1768 по 1797 год.

## Биография
Родился в 1754 году. Старший выживший сын Эдварда Кинга, 1-го графа Кингстона (1726—1797), и Джейн Колфилд (? — 1784). Он получил образование в Итонском колледже с 1767 по 1768 год.
Виконт Кингсборо заседал в Палате общин Ирландии от Бойла (1776—1783) и графства Корк (1783—1797), а также занимал должность губернатора графства Корк в 1789 году. С 1797 по 1799 год — хранитель рукописей (Custos Rotulorum) в графстве Роскоммон.
8 ноября 1797 года после смерти своего отца Роберт Кинг унаследовал титулы 2-го графа Кингстона (Пэрство Ирландии), 2-го виконта Кингстона из Кингсборо в графстве Слайго (Пэрство Ирландии), 2-го барона Кингстона из Рокингема в графстве Роскоммон (Пэрство Ирландии) и 6-го баронета из Бойл-Эбби в графстве Роскоммон.
18 мая 1798 года лорд Кингстон предстал перед судом пэров в Палате лордов Ирландии по обвинению в убийстве своего племянника, полковника Генри Джеральда Фицджеральда. Фицджеральд был женатым человеком, который сбежал с дочерью Кинга Мэри и принял участие в безрезультатной дуэли с её братом Робертом. Общественные симпатии были на стороне Кинга, и когда после трех вызовов ни один свидетель не явился, он был оправдан. Лорд-канцлер вынес приговор, сломал палочку и распустил судебное заседание.

## Семья

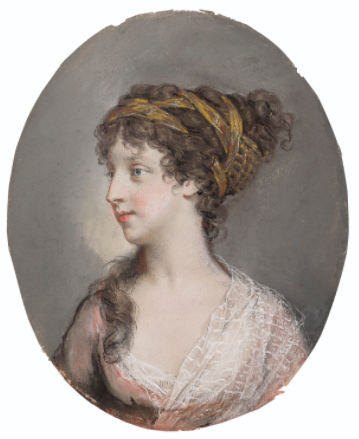
Кэролайн Фицджеральд, графиня Кингстон

5 декабря 1769 года он женился на Кэролайн Фицджеральд (ноябрь 1754 — 13 января 1823), дочери ирландского политика Ричарда Фицджеральда (1733—1776) и Маргарет Кинг (? — 1763), дочери Джеймса Кинга, 4-го барона Кингстона, с которой позже расстался. Вместе у них было девять детей:
- Достопочтенный Джон Кинг (умер молодым)
- Достопочтенная Мэри Кинг
- Джордж Кинг, 3-й граф Кингстон (28 апреля 1771 — 18 октября 1839), унаследовал титулы своего отца и женился на леди Хелене Мур, дочери Стивена Мура, 1-го графа Маунткэшелла.
- Достопочтенный Генри Кинг (1772 — 26 ноября 1839), женился на Мэри Хьюитт.
- Достопочтенный Эдвард Кинг (1772 — 14 февраля 1848)
- Леди Маргарет Кинг (1773-29 января 1835), писательница, вышла замуж за Стивена Мура, 2-го графа Маунткэшелла.
- Достопочтенный Роберт Кинг (12 августа 1773 — 20 ноября 1854), возведенный в звание пэра как виконт Лортон, женился на леди Фрэнсис Парсонс, дочери Лоуренса Парсонса, 1-го графа Росса.
- Достопочтенный Ричард Фицджеральд Кинг (8 апреля 1779 — 22 сентября 1856), женился на Уильямине Росс.
- Леди Джейн Диана Кинг (1780 — 9 апреля 1838), вышла замуж за 1-го графа Винцингероде (1778—1856), министра иностранных дел короля Вюртемберга; 2-й муж — генерал Джон де Риччи.